# Prepona heringi
Prepona heringi är en fjärilsart som beskrevs av Le Moult 1932. Prepona heringi ingår i släktet Prepona och familjen praktfjärilar. Inga underarter finns listade i Catalogue of Life.